# Non Stop Dancing 1973
Non Stop Dancing 1973 er et James Last Non Stop Dancing-album fra 1972. Pladen blev udgivet som Stereo-LP af Polydor (Stereo 2371 319). Ton-Ing blev lavet af Peter Klemt.

## Tracks
Herunder følger en liste over numrene med komponisterne opført i parentes.
| Side 1 1. Silver Machine (Calvert/MacManus) 2. Children of the Revolution (Bolan) 3. School's out (Cooper) 4. Hello-A (v. Hermert/Dostal) 5. Black And White (Arkin/Robinson) 6. Standing in the road (Farmer/Golga/Jones) 7. Easy Lvin' (Hensley) 8. Coming closer (Last/Barrows/Lancaster) 9. Popcorn (Kingsley) 10. Run to me (B., R. + M. Gibb) 11. The Guitar Man (Gates) 12. I'm on my way (Bauwens) 13. Michaela (Puschmann) 14. Viva España (Caerts/Rozenstraten/Bradtke) | Side 2 1. Mama Weer All Crazee Now (Holder/Lea) 2. Long Cool Woman In a Black Dress (Cook/Roger/Greenaway/Clarke) 3. Pop That Thing (Kelly/Otis/R.O. + R. Isley) 4. Sylvias Mother (Silverstein) 5. Join Together (Townshend) 6. Bottoms up (M. + G. Capuano/Stott) 7. Nothing (James Last) 8. Theme From Shaft (Isaac Hayes) 9. Thunder and Lightning (Coltrane) 10. Goodbye to Love (Carpenter/Bettis) 11. Baby don't get hooked on me (Davis) 12. Wig-Wam-Bam (Chinn/Chapman) 13. Let's Dance (Veerman) 14. Rock and roll, part 2 (Leander/Garry Glitter) |